# Dolná Ždaňa
Dolná Ždaňa (en hongrois : Alsózsadány) est un village du district de Žiar nad Hronom, dans la région de Banská Bystrica, en Slovaquie.

## Histoire
La première mention écrite du village date de 1391.

## Démographie

### Évolution de la population
| Année:               | 1994. | 2004.    | 2014.    | 2024.   |
| -------------------- | ----- | -------- | -------- | ------- |
| Nombre de personnes: | 597   | 678      | 888      | 878     |
| Différence:          |       | +13,56 % | +30,97 % | -1,12 % |

| Année:               | 2023. | 2024.   |
| -------------------- | ----- | ------- |
| Nombre de personnes: | 883   | 878     |
| Différence:          |       | -0,56 % |